# Kleinschnittger

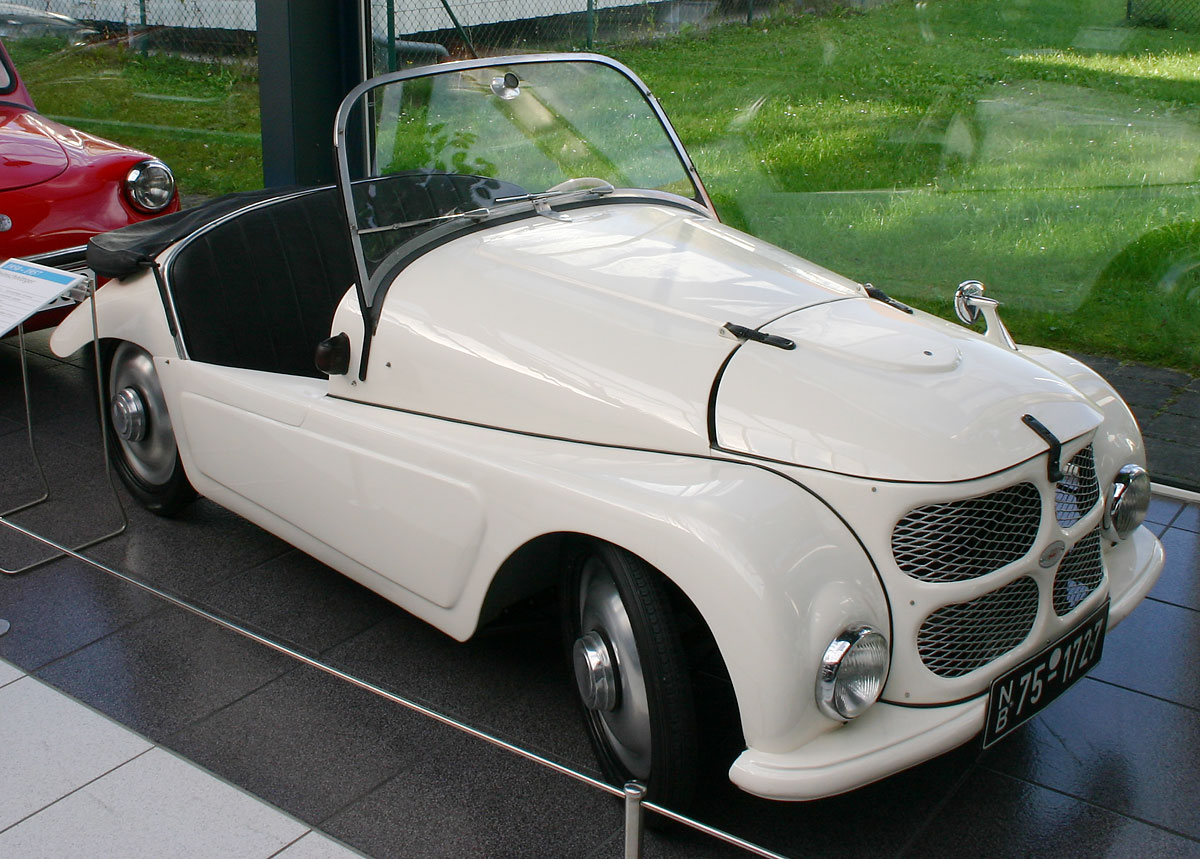
De Kleinschnittger in het EFA-Museum für Deutsche Automobilgeschichte

Kleinschnittger was een Duits automerk, dat tussen 1950 en 1957 auto's produceerde, met een productie van in totaal zo'n 2980 auto's

## Geschiedenis

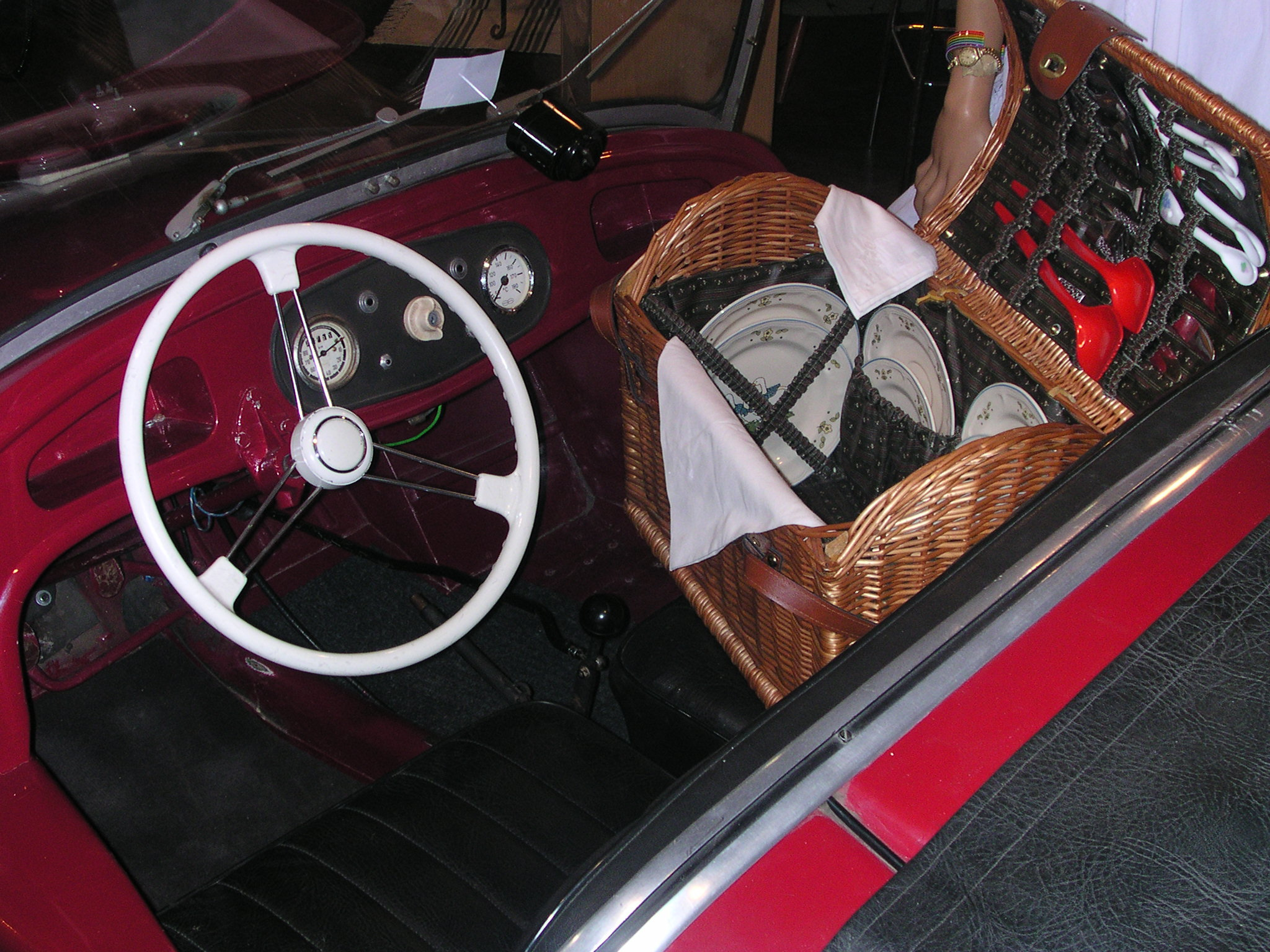
Het interieur van de Kleinschnittger

In de naoorlogse jaren reden er niet veel sportwagens rond in Duitsland.
In Groot-Brittannië werd wel de MG TC gebouwd maar die was voor Duitsers onbetaalbaar. De Porsche 356 was voor de meeste Duitsers ook te duur. Daarom schaamden de Duitsers er niet voor een Kleinschnittger voor de deur te hebben, ook al was deze wagen heel primitief. Hij had bijvoorbeeld geen startmotor, maar een touw om de motor aan te laten slaan, zoals bij een grasmaaier of buitenboordmotor, de auto had geen accu of achteruitversnelling.

## Specificaties
De Kleinschnittger zag er snel uit maar, zijn 122cc motor met 6pk haalde niet meer dan een topsnelheid van 70 km/uur. In 1956 volgde een 246cc-motor met 15 pk en steeg de top naar 100 km/uur.

## Trivia
- Er zijn trapauto's voor kinderen gemaakt, die groter waren dan de 265 cm lange Kleinschnittger.
- De auto zou ook in België geproduceerd zijn onder de naam Kleinstwagen.
- De auto werd misschien in Nederland geproduceerd, maar in ieder geval verkocht onder de naam Alco.
- De Kleinschnittger verscheen ooit in een officiële reclamespot voor de Cadillac Escalade EXT. Beide wagens ontmoeten elkaar op een parkeerterrein waar slechts een plaats vrij was. Meestal gaan we dan op elkaar lopen schelden en ruzie maken om wie eerst was en dus recht heeft op de plaats. In de spot werd de Kleinschnittger gewoon achter in de Cadillac gezet. Cadillac het vak in. Probleem opgelost.